# The Big Wide World of Carl Laemke
The Big Wide World of Carl Laemke è un film tv del 2003, diretto da Greg Mottola.